# Песак (Тимиш)
Песак (рум. Pesac) је село и једино насеље истоимене општине Песак, која припада округу Тимиш у Републици Румунији.

## Положај насеља
Село Песак се налази у источном, румунском Банату, у Поморишју, на 30 километара удаљености од Србије. Од Темишвара село је удаљено око 60 км. Сеоски атар је у равничарском делу Баната, близу Мориша.

## Прошлост
По "Румунској енциклопедији" место се први пут јавља у документима 1399.године. О њему има писаних трагова из 1426. и 1549. године. Поново је установљено насеље на том месту 1768. године од стране пресељених Срба из Српског Семпетра. Носи име тада Песак. Село је носило српско име а у цркви се служило црквенословенским језиком. Поседник места бискуп Јозеф Бајзат је колонизовао Румуне, па његови потомци - Немце.
Аустријски царски ревизор Ерлер је 1774. године констатовао да се место Песак налази у Моришком округу, Чанадског дистрикта. Становништво села је претежно српско. Када је 1797. године пописан православни клир ту су два свештеника. Пароси, поп Илија Васиљевић (рукоп. 1773) и поп Георгије Поповић (1780) служили су се српским и румунским језиком.
Године 1846. Песак је велико село са 1949 становника. Најстарије црквене матице су из 1779. године (крштених и умрлих). При месном храму служе три свештеника, пароси поп Филип Рус и поп Никола Василијевић, којима помаже капелан Теодор Мијеску. Парохији припада као филијала село Ловрин. У народној основној школи има 1846/1847. године 29 ученика, којима предаје Стефан Паленко учитељ.

## Становништво
По последњем попису из 2002. године село Песак имало је 2.162 становника, од чега Румуни чине 85%, а Роми 12%. До пре 50ак година село је било насељено и Немцима, који данас броје неколико припадника. Последњих деценија број становништва опада.